# Cerro Batoví
El Cerro Batoví es un cerro ubicado en la 2ª Sección de la ciudad de Tacuarembó, al norte del arroyo del mismo nombre, sobre la ruta 5, a 25 kilómetros de la ciudad, capital del departamento homónimo, de la República Oriental del Uruguay. Su altura es de 224 metros. El cerro dio el nombre al paraje, ubicado muy cercano a este, Sauce de Batoví, existen cartas de don José Gervasio Artigas firmadas en esta región en 1814.
No debe confundirse este cerro con la antigua ciudad española en la Banda Oriental fundada por José Gervasio Artigas llamada Batovy  y hoy -en poder de Brasil- llamada São Gabriel.

## Toponimia
Su nombre, en guaraní, significa "seno de virgen", debido a su forma especial.
Es símbolo del departamento de Tacuarembó.